# Carabhydrus mubboonus
Carabhydrus mubboonus là một loài bọ cánh cứng trong họ Bọ nước. Loài này được Larson & Storey miêu tả khoa học năm 1994.